# Niekochani
"Niekochani" – czwarty singel z pierwszego solowego albumu Justyny Steczkowskiej wydany jesienią 1996 roku.
Charakterystyczny fragment melodii wykorzystanej w utworze "Niekochani" pochodzi z piosenki "12305(te) Nacht" grupy Einstürzende Neubauten.

## Teledysk
Oryginalny teledysk został nakręcony przez Bolesława Pawicę i Jarosława Szodę i był częścią filmu Dziewczyna Szamana. Zawiera nowoczesne jak na lata 90. wizualizacje komputerowe. Ukazuje Justynę na ulicach nieznanego miasta oraz w korytarzach hotelowych oraz ludzi lecących nad miastem na łóżkach.

## Notowania
| Lista                              | Pozycja |
| ---------------------------------- | ------- |
| Lista przebojów Programu Trzeciego | 13      |
| Szczecińska Lista Przebojów        | 27      |